# Amanojaku

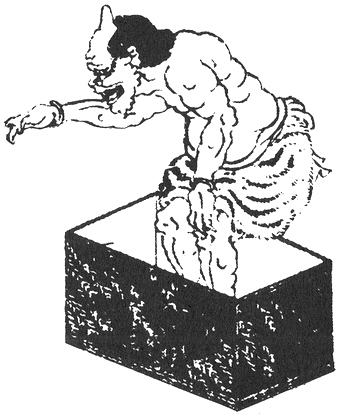
Illustrazione di un amanojaku di Jippensha Ikku.

Amanojaku (天邪鬼?, lett. spirito maligno celeste), o Amanjaku (天邪鬼?), è uno yōkai del folclore giapponese. Di solito è raffigurato come una specie di piccolo oni e gli viene attribuito il potere di provocare i desideri più oscuri di una persona e, di conseguenza, indurla a commettere atti riprovevoli.

## Origine
Si ritiene comunemente che l'amanojaku derivi da Amanosagume (天探女?), una divinità malvagia della mitologia shintoista, che condivide con l'amanojaku la capacità innaturale di leggere nel cuore delle persone. Secondo altre fonti, il mito fu introdotto in Giappone durante il periodo Yamato, all'epoca della diffusione del Buddismo, dove è un simbolo di afflizione (bonnō) umana. L'introduzione della creatura nelle credenze buddiste, dove è considerata un'oppositrice degli insegnamenti buddisti, forse tramite sincretismo con lo yakṣa.
Viene comunemente raffigurata mentre viene calpestata e sottomessa da uno dei quattro Shitennō o dalla rettitudine di Bishamonten, sulla cui statua è rappresentato come maschera demoniaca sull'addome dell'armatura.
Le prime tracce nella letteratura giapponese dell'amanojaku risalgono all'VIII secolo, dove viene menzionato nel Kojiki e nel Man'yōshū.
L'amanojaku potrebbe derivare dal demone dell'acqua cinese chiamato Hebo, e poiché un altro demone dell'acqua cinese chiamato Kaijaku si pronuncia "amanojaku", viene letto in giapponese come Ama-no-jaku usando il metodo kanbun.
Una delle apparizioni più note dell'amanojaku è nella fiaba Urikohime (瓜子姫?, "La principessa melone"), in cui una ragazza nata miracolosamente da un melone viene coccolata da una coppia di anziani che la proteggono dal mondo esterno. Ma un giorno lei, ingenuamente, lascia entrare l'amanojaku in casa dove, a seconda della versione, la rapisce o la divora, e a volte la impersona indossando la sua pelle scorticata.

## Nella cultura popolare
- Nel manga Nura: Rise of the Yokai Clan, un amanojaku di nome Awashima si rivela essere maschio durante il giorno e femmina di notte.
- Nel manga Urotsukidōji, il protagonista è un Amanojyaku.
- Nell'anime Gakkō no Kaidan, un amanojaku viene accidentalmente sigillato nel gatto domestico del protagonista nel primo episodio. Diventa parte del cast principale per il resto della serie.
- Nel videogioco Double Dealing Character di Tōhō Project, il boss del livello 5 è un amanojaku di nome Seija Kijin, che ha l'abilità di capovolgere le cose. Seija è anche il protagonista del sequel spin-off, Impossible Spell Card.
- Nel gioco Shin Megami Tensei, un amanojaku uccide e mangia la madre del protagonista, impersonandola.
- Esiste un gruppo taiko con sede a Tokyo chiamato "Taiko Shūdan Amanojaku".
- Nel film "Dieci notti di sogni", basato sul romanzo di Natsume Sōseki, c'è un amanojaku che provoca la donna nella Quinta Notte.
- Nella serie musicale "La storia del Kitsune e del demone"/"狐と鬼の話" (comunemente chiamata "La serie Onibi") del produttore musicale giapponese - MASA Works DESIGN- c'è un personaggio chiamato Shikyou (死凶) che è un Amanojaku che funge da antagonista della serie.
- Nell'anime Dororo i personaggi principali incontrano gli amanojaku nell'episodio 14 della serie del 1969 e nell'episodio 19 della serie del 2019.
- Nella serie di libri "Shadow of the Fox" di Julie Kagawa, gli amanjaku sono piccoli demoni che combattono contro i protagonisti principali.
- Nel web-movie Kamen Rider Saber Kamen Rider Saber Spin-off: Kamen Rider Sabela & Kamen Rider Durendal, il principale antagonista Rui Mitarai assume una forma Megid chiamata Amanojaku Megid, basata sullo stesso amanojaku.
- Nel film My_Oni_Girl il titolo giapponese è tradotto come "Mi piace ma non mi piace Amanojaku"